# Auguste Bluysen

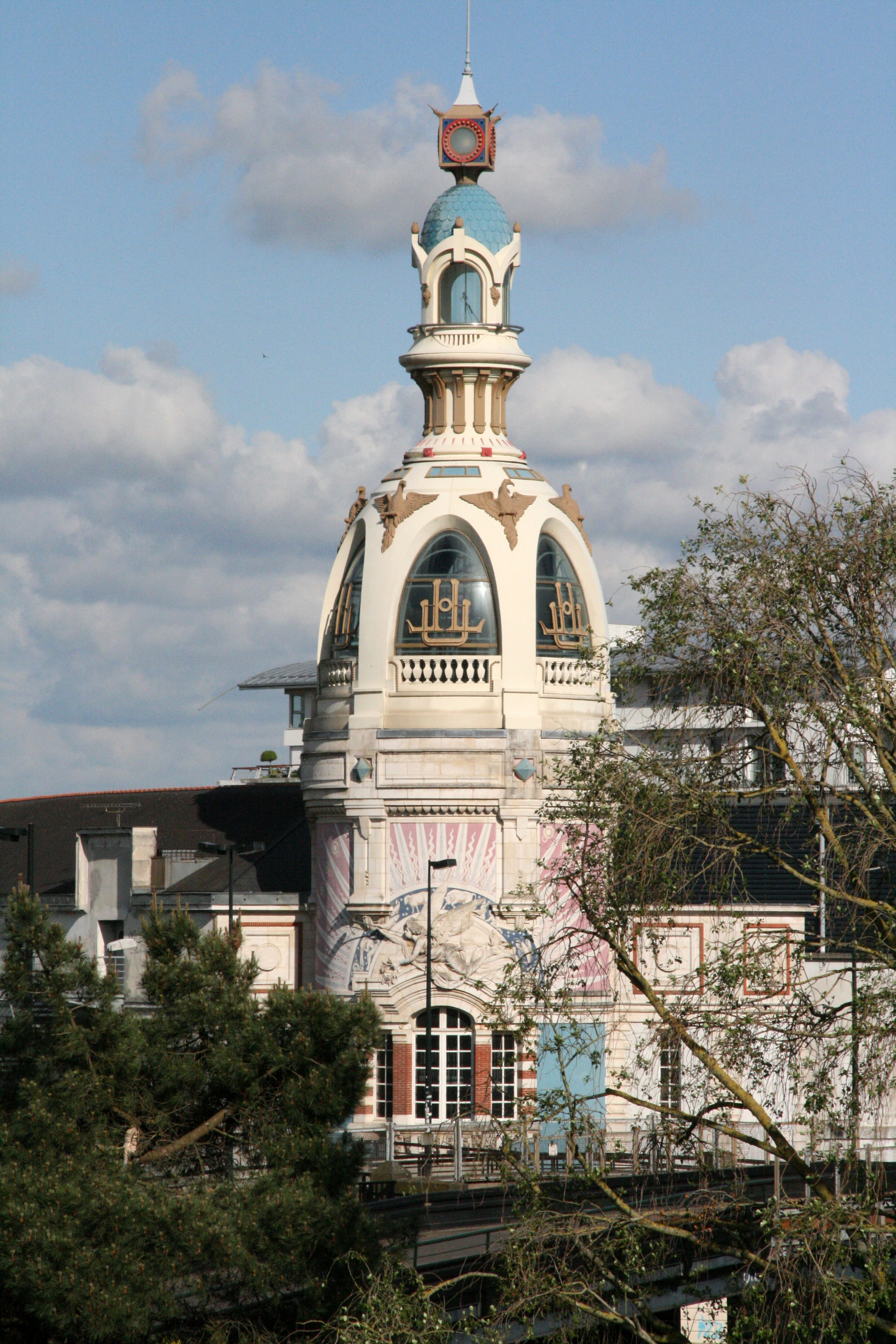
Tour LU

Auguste Marie Joseph Bluysen (* 1868 in Corbeil-Essonnes; † 1952 in Louveciennes) war ein französischer Jugendstilarchitekt.
1897 erhielt er das Diplom der École des Beaux-Arts und arbeitete in der Folge als Architekt des Kolonialministeriums und der französischen Post- und Telegrafendirektion. Bluysen entwarf für das Unternehmen Lefèvre-Utile den Pavillon der Weltausstellung Paris 1900 und später für das gleiche Unternehmen zwei Fabriktürme in Nantes, wovon einer, die Tour LU erhalten ist. In der Folge trat er vor allem als Kino-, Theater- und Thermenarchitekt hervor.

## Werk (Auswahl)
- Tour LU in Nantes (1909)
- Casino von Granville (1911)
- Villa Les Abeilles in Deauville (1910), zeitweiliger Sommersitz von André Citroën
- Casino de la Forêt in Le Touquet-Paris-Plage
- Théâtre Daunou in Paris (1919)
- Théâtre de la Michodière in Paris (1925, im Art-déco-Stil erbaut)
- Casino du Lac in Bagnoles-de-l’Orne (1927)
- Pavillon des Fleurs in Bagnoles-de-l’Orne (1927)
- Pavillon de la Grande Source in Vittel (1929–1930)
- Kino Le Grand Rex in Paris (1932), in Zusammenarbeit mit John Eberson
- Casino von Vittel (1934–1937)